# Сећања (филм из 2021)
Сећања (енгл. Reminiscence) амерички је научнофантастични трилер филм из 2021. године списатељице и редитељке Лисе Џој, у свом редитељском дебију. Главну улогу игра Хју Џекман као научник који открива начин да оживи прошлост људи, и користи га за тражење своје давно изгубљене љубави (Ребека Фергусон). Такође играју Тандивеј Њутон, Клиф Кертис, Марина де Тавира, Данијел Ву, Моџин Арија, Брет Кален, Натали Мартинез, Анџела Сарафијан и Нико Паркер. Џој такође продуцира заједно са својим супругом и креативним партнером Џонатаном Ноланом.
Филм је издат 20. августа 2021. године у Сједињеним Државама, дистрибутера Warner Bros. Pictures-а, са истовременим једномесечним издањем на стриминг услузи HBO Max. Филм је издат 19. августа 2021. године у Србији, дистрибутера Blitz Film & Video Distribucija. Филм је добио помешане критике критичара, који су га неповољно упоредили са другим филмовима сличне тематике.

## Радња
Ник Банистер (Хју Џекман), приватни истражитељ ума, креће се примамљивим али мрачним светом прошлости помажући својим клијентима да приступе изгубљеним успоменама. Живећи на крају потонуле обале Мајамија, живот му се заувек мења када преузме нову клијенткињу Меј (Ребека Фергусон). Једноставно питање изгубљеног и пронађеног постаје опасна опсесија. Док се Банистер бори да пронађе истину о Мејином нестанку, открива невероватну заверу и на крају мора одговорити на питање: колико далеко бисте ишли да задржите оне које волите?

## Улоге
| Глумац           | Улога         |
| ---------------- | ------------- |
| Хју Џекман       | Ник Банистер  |
| Ребека Фергусон  | Меј           |
| Тандивеј Њутон   | Вотс          |
| Клиф Кертис      | Сајрус Бут    |
| Марина де Тавира | Свати         |
| Данијел Ву       | Сент Џо       |
| Моџин Арија      | Себастијан    |
| Брет Кален       | Волтер Силван |
| Натали Мартинез  |               |
| Анџела Сарафијан | Елса Карин    |
| Нико Паркер      | Зои           |